# Ilary Blasi
Ilary Blasi (Roma, 28 de abril de 1981) es una presentadora, actriz y ex-modelo italiana.

## Carrera
Ilary Blasi se inició joven en el mundo del espectáculo, donde actuó en famosas películas italianas como “Da Grande” y “Fiori Di Zucca”. La bella rubia de ojos azules es conocida como la “Letterina” (letrita) debido a que aparecía disfrazada de letra en el programa italiano “Passaparola” (Pasapalabra). 
Ilary Blasi es presentadora de "Le Iene", la versión italiana de Caiga Quien Caiga de Argentina.

## Vida personal
Es la exesposa del retirado jugador del fútbol italiano Francesco Totti, exjugador de selección nacional y de la AS Roma. Se conocieron en 2001 y se casaron el 19 de junio de 2005 en Roma. Tienen tres hijos.